# Clinique Saint-Vincent (Rocourt)
Cet article concerne l'hôpital à Liège, Belgique. Pour l'établissement situé à Saint-Denis, La Réunion, voir Clinique Saint-Vincent.
La clinique Saint-Vincent de Rocourt est un ancien hôpital spécialisé dans les pathologies liées à la femme, au couple et à l'enfant ainsi qu’un pôle de référence en psychiatrie. Depuis 2001, elle appartenait au Groupe santé CHC. Elle a fermé ses portes en mars 2020.
En 2006, la décision de rassembler les trois sites liégeois du CHC (Saint-Joseph, Espérance et Saint-Vincent) est prise. En 2014, le chantier du nouvel hôpital débute sur le site des anciens charbonnages de Patience et Beaujonc. Le 26 mars 2020, la Clinique Saint-Vincent ferme définitivement ses portes. Son activité, ainsi que celles des cliniques Saint-Joseph à Liège et de l'Espérance à Montegnée, ont été transférées à la Clinique CHC MontLégia.
Avec ses quelque 3 500 naissances par an, la maternité de la clinique reste à ce jour la plus grande de Belgique sur un seul site,,. En 97 ans, plus de 176 000 accouchements ont été pratiqués. Presque un Liégeois sur deux y est né.

## Historique
En 1923, la clinique est fondée dans une maison de maître. Deux ans plus tard, on en confie la gestion à des religieuses de Saint-Vincent de Paul de Deftinge. La clinique se développe en maternité, chirurgie, neurologie et possède une pouponnière.
A la fin de la Seconde Guerre mondiale, la clinique se développe. En 1944, elle acquiert sa première couveuse. En 1950, elle ouvre un centre néonatal pour la prise en charge des bébés prématurés. En 1964, la clinique atteint le cap des 2000 naissances par an.
Au début des années 1970, les premières péridurales ont lieu. Le 30 septembre 1973, la halte de "Rocourt (Clinique)" est créée sur la ligne 31 voisine pour desservir la clinique. La halte est fermée en même temps que la gare principale de Rocourt lorsque le service voyageur sur la ligne 31 est supprimé le 3 juin 1984.  En 1975, un service d’échographies morphologiques ouvre.
En 1988, un service de soins intensifs néonatal et un service de grossesses à hauts risques (MIC – maternal intensive care) ouvrent. En 1989, la clinique atteint le cap des 3000 bébés par an.
En 1991, l'hôpital de jour (interventions chirurgicales et traitements oncologiques) ouvre. Deux ans plus tard, en 1993, le service de gynécologie est reconverti en un service de type C+D (chirurgie et médecine) et permet de développer la chirurgie et la médecine autres que la gynécologie. La sénologie et le traitement de la stérilité se développent aussi. En 1995, la psychiatrie diversifie son type d'hospitalisation : des places en habitation protégée, proche de la clinique, sont créées. Elles permettent aux patients de préparer leur retour au domicile. En 1998, la Clinique Saint-Vincent fusionne avec la Clinique Sainte-Elisabeth (Heusy) pour former le Centre hospitalier Saint-Vincent – Sainte-Elisabeth (CHVE),. En 2001, elles rejoignent toutes les deux le Centre Hospitalier Chrétien (CHC) qui regroupe 6 cliniques : Saint-Joseph (Liège), Espérance (Montegnée), Saint-Vincent (Rocourt), Notre-Dame (Waremme), Notre-Dame (Hermalle-sous-Argenteau) et Sainte-Elisabeth (Heusy).
En 2004, la maternité de la clinique Notre-Dame à Hermalle est transférée à la clinique Saint-Vincent. La même année, un nouveau service néonatal ouvre : il offre plus d'intimité aux parents, « qui peuvent passer plus de temps avec leur bébé prématuré dans une chambre et non plus dans un box vitré » et un accompagnement intégré pour le retour à domicile. Ce projet est « qualifié de novateur en Belgique » et reçoit le prix HU d'humanisation des soins (association pour l'humanisation de l'hôpital en pédiatrie),. En 2005, la clinique a vu son nombre d’accouchements annuels exploser : passant de 2500 à près de 3300. Selon le Dr Jean-Marie Bertrand, directeur médical à la clinique Saint-Vincent, cette augmentation s'explique par « la fermeture de la maternité de la clinique de Hermalle et du meilleur remboursement des procréations médicalement assistées ».
En 2010, le service de PMA (procréation médicalement assistée) obtient la certification ISO 9001. C´est le premier à obtenir cette certification en Wallonie (à Bruxelles, deux établissements sont déjà certifiés : CHU Saint-Pierre et Chirec). 
En 2015, c'est la maternité de la clinique Saint-Joseph qui est à son tour transférée vers Saint-Vincent. 
Dès 2003, l’idée de regrouper les trois sites liégeois pour garantir la pérennité du CHC émerge. En 2006, la décision est prise : les trois sites liégeois du CHC seront rassemblés dans un nouvel hôpital sur un nouveau terrain. En septembre 2015, c'est le début de la construction de la Clinique CHC MontLégia. Le 26 mars 2020, les patients de la Clinique Saint-Vincent sont transférés vers la Clinique CHC MontLégia dans un contexte particulier, celui de la pandémie de Covid-19.

## Personnalités liées
- Vincent Daenen, écrivain, y est né le 10 avril 1980
- Éric Deflandre, footballeur belge, y est né le 2 août 1973[2]
- Déborah François, actrice belge, née le 24 mai 1987
- Frédéric François y a vu naître ses quatre enfants[2]
- Marie Gillain, actrice belge, est née le 18 juin 1975[2]
- David Goffin, joueur de tennis belge, né le 7 décembre 1990[2]
- Jean Gol y a vu naître sa fille[2]
- Michel Hansenne y a vu naître sa fille[2]
- Justine Henin, joueuse de tennis belge, née le 1er juin 1982[2]
- Robert Waseige, footballeur et entraîneur belge, né le 26 août 1939
- Axel Witsel y a vu naître ses enfants[2]
- Alexandre Paques, supporter du mythique RSCL, né le 18 août 2000
- Romain Angenot, membre du fan club officiel de Wout Van Aert, né le 30 mai 1999

## Devenir de la clinique
Fin octobre 2019, les bâtiments de la psychiatrie, la polyclinelle, la maison des religieuses et les terrains attenants à Rocourt ont été achetés par le promoteur bruxellois Bluestone Invest. Le bâtiment de la clinique Saint-Vincent a quant à lui été vendu à Care-ion,.